# 雨あがりの夜空に
「雨あがりの夜空に」（あめあがりのよぞらに）は、1980年1月21日にキティ・レコード（現・ユニバーサル ミュージック ジャパン）から発売されたRCサクセションの楽曲、9枚目のシングル。ニ長調。

## 解説
RCサクセションの代表曲であり、日本においてのロックのスタンダード・ナンバーの一つ。
忌野が井上陽水のアルバム「氷の世界」に提供した2曲の印税で買い、かつ愛車であった（2代目・B110型）日産・サニークーペが雨の日に壊れた事を題材に書かれた。
ただ、歌詞は表面的には愛車が動かなくなった嘆きをうたったものだが、性的な暗喩が散りばめられていて「車＝女性」のように解釈できる。これは、当時のRCサクセションの事務所には下ネタをズバズバ言うスタッフが多かったらしく、その影響によるものだという。
RCサクセションは、1978年を境にロックバンド編成に移行。そしてライブハウスで話題となり始めた頃、忌野と仲井戸麗市がライブの最後に盛り上がる楽曲を作ろうと考え、渋谷の仲井戸が居住する家のリビングルームにて、仲井戸がギターでリフを弾き、忌野が歌を口ずさんでいくという、いわゆるジャムによるコミュニケーションで楽曲を形作っていった。その後、ディレクターの意向で歌詞の最も重要なサビ前部分が変更されたが、ライブでは変更前での歌詞を使用した。音楽評論家小野島大によると、この楽曲はモット・ザ・フープルの「走れ!女」（"Drivin' Sister"）がヒントになったのであろうということである。
仲井戸によると、本楽曲は共作した忌野と仲井戸の「絆と友情の大きな証のようなもの」。
RCサクセションは1980年1月19日から1月22日にかけて、「雨あがりの夜空に」発売記念4days Liveを渋谷のライブハウス「屋根裏」で敢行したのち、日本全国ライブツアーへ出発。当時、大きなヒットではなかったものの、「雨あがりの夜空に」はRCサクセションをブレイクさせ、ライブは大盛況で、かねてより注目を集めていたバンドはもはやメディアの寵児ともなった。忌野が経済的に豊かな生活を送ることもなく風呂なしのアパート暮らしであった一方、1981年には日本武道館単独公演を行うほどバンドは急激に大きくなった。
RCサクセションの音をスタジオ音源でありのままに再現することは当時の技術では難しく､「雨あがりの夜空に」をアルバム収録に際してはライブ・バージョンを採用。本楽曲を収録のライブ・アルバム『RHAPSODY』（1980年）が発表。シングル・バージョンはベスト・アルバム『EPLP』（1981年）に収録。
因みに忌野は2000年まで歌詞に登場するジンライムを飲んだことがなく、当時ラフィータフィーのメンバーだった武田真治に「ねえ、ジンライムってどんな味がするの?」と尋ねていたという。
DJのSLAKEは、「雨あがりの夜空に」のリミックス・バージョンを制作、2002年リリースのアルバム『ROCK-A-MIX』、2004年リリースのアルバム『mashed potatoes』に収録した。
2005年、忌野のデビュー35周年記念として、RHYMESTERと忌野がコラボレーションをしたセルフカバー「雨あがりの夜空に 35」が発表された。

## 収録曲
※両曲共に編曲：RCサクセション & 椎名和夫
1. 雨あがりの夜空に (4:43)
  - 作詞・作曲：忌野清志郎・仲井戸麗市
2. 君が僕を知ってる (4:18)
  - 作詞・作曲：忌野清志郎

## クレジット
- ベース、バッキング・ボーカル：こばやしやわお（小林和生）
- ギター、バッキング・ボーカル：仲井戸麗市
- ドラム：新井田耕造
- ギター：小川銀次
- エレキギター：春日博文
- ピアノ：中西康晴
- シンセサイザー：難波弘之
- パーカッション：菅原由紀
- エンジニア：伊藤昭男
- プロデューサー、ディレクター：前田一郎
- 共同ディレクター：森川欣信
- エグゼクティブ・プロデューサー：多賀英典、奥田義行

## 収録アルバム

### 雨あがりの夜空に
- RHAPSODY （1980年、ライブ・アルバム、ライブ・バージョン）
- EPLP （1981年、ベスト・アルバム、シングル・バージョン）
- Yeahhhhhh...at武道館 （1982年、ライブ・アルバム、ライブ・バージョン）
- THE KING OF LIVE （1983年、ライブ・アルバム、ライブ・バージョン)
- EPLP-2 （1984年、ベスト・アルバム、ライブ・バージョン）
- PLEASE （2015年、再発盤）
- PLEASE ROCK ME OUT at 日比谷野外音楽堂 1981.5.30 / 31 Live （2016年、ライブ・アルバム、ライブ・バージョン）
- COMPLETE EPLP 〜ALL TIME SINGLE COLLECTION〜（2020年3月5日、オールタイム・ベスト）

### 君が僕を知ってる
- EPLP （1981年、ベスト・アルバム）
- THE DAY OF R&B （1982年、ライブ・アルバム、ライブ・バージョン）
- PLEASE （2015年再発盤）
- PLEASE ROCK ME OUT at 日比谷野外音楽堂 1981.5.30 / 31 Live （2016年、ライブ・アルバム、ライブ・バージョン）
- COMPLETE EPLP 〜ALL TIME SINGLE COLLECTION〜（2020年3月5日、オールタイム・ベスト）

## カバー

### 雨あがりの夜空に
- 泉谷しげる - 忌野清志郎30周年記念ライブアルバム『RESPECT!』（2000年）Disc1に収録。Disc2には忌野、仲井戸、泉谷、井上陽水、奥田民生、斉藤和義、坂崎幸之助、矢野顕子など20名以上のアーティストによる全員バージョンのカバーを収録[13]。
- ザ50回転ズ - オムニバスカバーアルバム『昭和元禄NOW!第1集』（2005年）に収録[14]。
- Bank Band - 「ap bank fes '06」において櫻井和寿（Bank Band / Mr.Children）、一青窈、藤巻亮太（レミオロメン）らが共演[1]。ライブ&ドキュメンタリーDVD『ap bank fes '06』（2006年）に収録。
- 桑田佳祐 - DVD-BOX『桑田佳祐の音楽寅さん 〜MUSIC TIGER〜 あいなめBOX』（2010年）に収録[15]。2009年8月30日に山中湖で開催されたライブイベント「SWEET LOVE SHOWER 2009」に「桑田佳祐 & SUPER MUSIC TIGERS」として出演した際にこの曲をワンコーラスのみカバーし、次曲「ロックンロール・スーパーマン 〜Rock'n Roll Superman〜」（サザンオールスターズ）へ繋げた[16]。
- 阿部真央 - シングル「側にいて」（2011年）にライブ音源を収録[17]。
- トータス松本 - シングル「ブランコ」（2012年）初回盤付属ライブDVDに収録[18]。
- 怒髪天 - オムニバスカバーアルバム『KING OF SONGWRITER〜SONGS OF KIYOSHIRO COVERS〜』（2012年）に収録[19]。
- 和田アキ子 - オムニバスカバーアルバム『女子会ロック 〜girl meets boy〜』（2012年）に収録[20]。
- ROLLY - カバー・アルバム『ROLLY'S ROCK THEATER 〜70年代の日本のロックがROLLYに与えた偉大なる影響とその光と影〜』（2016年）に収録[21]。
- ROLLY - 『ROLLY COMES ALIVE!』（2017年）に収録。
- 内田真礼 - ライブDVD 「LIVE  2017 +INTERSECT♡SUMMER+」（2017年）に収録
- ホフディラン - シングル「雨あがりの夜空に / 映画の中へ」（2017年）に収録、仲井戸麗市がギターで参加[22]。
- 仲井戸麗市 - 配信シングル「雨あがりの夜空に」（2017年）に収録、セルフカバー[23]。
- 豊崎愛生 - カバー・アルバム『AT living』（2018年）に収録[24]

## 使用
- マンガ『風呂上がりの夜空に』（1984年-1987年)
- 映画『ケンとメリー 雨あがりの夜空に』（2013年） - 「雨あがりの夜空に」をモチーフにした映画[25]。
- 映画『日々ロック』（2014年） - 漫画『日々ロック』の実写版。劇中、ヒロインのカリスマトップアイドル宇田川咲（二階堂ふみ）が「雨あがりの夜空に」を3分超えの長回しで演奏[26]。
- 雨上がり決死隊 - コンビ名の由来[27]。
- 大宮アルディージャ応援歌（チャント）「愛してるぜ We are ORANGE」 - 「雨あがりの夜空に」の替え歌[28]。